# Absolvo
Absolvo è una locuzione latina che significa "Assolvo".
Termine legale che indica la situazione in cui un giudice assolve l'imputato. Nel rito della Chiesa cattolica, il prete conclude la confessione con la formula "Te absolvo", rimasta anche nel linguaggio colloquiale. 